# Багдадски погром
Багдадският погром от 1941 г., известен също като Фархуд (на арабски: الفرهود – „експроприация“) е антисемитски погром, бушувал в Багдад на 1-2 юни 1941 г.
За избухването му допринася настъпилия вакуум във властта, защото британските окупационни сили се бият по това време срещу пронацисткото правителство на Ал-Гайлани и поддръжниците му. Когато британските и трансйорданските сили влизат в Багдад се установява, че са убити около 175 евреи и още около 1000 ранени. Имуществото на местната еврейска собственост е разграбено, а 900 еврейски домове са разрушени. 
Резултатът е масова емиграция на евреите от Ирак. До 1951 г. страната е напусната от 110 хиляди евреи, които емигрират в Израел, което съставлява близо 80% от общия брой на еврейското население на Ирак.  Историците наричат Фархуда „забравения погром на Холокоста“ и „начало на края на еврейската общност в Ирак“, просъществувала повече от 2500 години , и може би от всички еврейски общности в света е най-важната. Това е така още от времето на вавилонския плен, когато най-просветените и ерудирани евреи пребивават в древната световна столица, а по-сетне създават именно там вавилонския талмуд и по-голямата част от наследството на юдаизма - виж и история на юдаизма. В този смисъл историята на евреите в Ирак, заедно с историята на евреите в Иран, е определяща за формирането на днешния юдаизъм.
През 1941 година броя на евреите в Ирак е около 150 хиляди души. Те играят важна роля в селското стопанство, търговията, банковото дело, и в държавния апарат на страната. В съвременната си история, Ирак е белязан от 2 погрома спрямо евреите – в Басра през 1776 г. и в Багдад през 1828 г., макар да са регистрирани и много други случаи на индивидуално насилие насочено срещу отделни евреи в контекста на провежданата официална политика на нетолерантност към юдаизма с цел евреите да бъдат принудени да преминат в лоното на исляма. 
След поражението на Османската империя в Първата световна война Обществото на народите установява британски мандат над Ирак. След смъртта на крал Гази през 1939 г. в автомобилна катастрофа британците определят за регент Абд ал-Илахи. Британците са непопулярни в страната, като расте броят на иракските политици, симпатизиращи на Нацистка Германия, като приятелска противотежест към подтисниците на иракския народ в лицето на британците.
В периода между 1932 и 1941 г. е открито германско посолство в Ирак, а посланик е известният ориенталист Гроби Фриц, оказващ значителна подкрепа за местните антиеврейски и профашистки движения. NSDAP в Германия кани местни офицери и интелектуалци в Германия да се запознаят с успехите на страната, което им дава възможност да публикуват антисемитски материали в местните вестници, контролирани от германски капитали. Посолството на Германия скрито спонсорира вестник „Ал-Алам ал-араби“ („Арабският свят“), където в допълнение към антисемитската пропаганда започват да излизат откъси от книгата на Хитлер „Моята борба“, преведена вече и на арабски. Германското посолство активно съдейства за създаването на младежката организация „Ал-Фатва“, принципите на която са сходни с тези на Хитлерюгенд.
На 1 април 1941 г. група пронацистки иракски офицери начело с генерал Ал-Гайлани извършва преврат сваляйки от власт назначения от британците регент Абдул Илахи. Новото иракско правителство заема антибритански позиции относно военния договор наложен на Ирак като условие за независимост. Този договор предоставя неограничено право на британците да вкарват и транзитират войски през Ирак. „В отговор на заплахата“ британското правителство изпраща голяма група войски от Британска Индия към Ирак. Новите иракски власти отказват да пропуснат доброволно британските войски в страната, вследствие на което избухват военни стълкновения с британските сили в Басра и на запад от Багдад, в близост до намиращата се там британска военна база. Луфтвафе изпраща 26 самолета да бомбардират британската база в Хабания, но то е безуспешно.
В този момент Уинстън Чърчил изпраща телеграма до Франклин Делано Рузвелт, предупреждавайки го, че ако Близкият изток премине в ръцете на германците, поражението на нацизма ще бъде дълъг, труден и малко вероятен да се случи геополитически процес, тъй като Хитлер вече ще има достъп до иракските петролни полета.
На 25 май 1941 г. Хитлер издава „Директива 30“, която гласи, че арабското освободително движение в Близкия изток е естествен съюзник срещу Англия. В тази връзка, особено внимание е отделено на освобождението на Ирак и затова фюрера е решен да се ангажира пряко в Близкия изток чрез подкрепа за Ирак.
На 30 май 1941 г. традиционно силните в региона британски сили, предвождани от бригаден генерал Джеймс Джоузеф Кингстон, достигат Багдад, поради което членове на „Златния квадрат“ се оттеглят от града и през Иран се прехвърлят в Германия. В състава на британските войски, влезли в Ирак, има и доброволци, организирани в Арабски легион.
На 31 май 1941 г. британският регент каца в Багдад, но с цел да избегне антибритански бунтове, е с лична охрана и не е съпровождан от британци. Точно в този момент избухва големият Багдадски погром. Няколко дни преди 1 юни домовете на местните евреи са белязани с червена боя, а магазините на мюсюлманите са „украсени“ с надпис „мюсюлмански“ с цел да не станат цели на запланувания антисемитски погром. През последните дни на власт на правителството на Ал-Гайлани из града започват да циркулират слухове, че евреите са подавали сигнали до британските самолети за бомбардировките. По време на погрома всички еврейски магазини са опожарени, а синагогите са разрушени.
На 2 юни британските войски налагат вечерен час. Виждайки, че не могат да удържат положението и да контролират ситуацията, британци откриват безразборна стрелба по вилнеещите тълпи без предупреждение. Това още повече предизвиква тълпата и положението излиза извън контрол. Излиза и информация, че от Лондон има нареждане британската армия да не взима страна в конфликта. Това още повече усложнява и без това обърканата ситуация и положение на британските части. Броят на жертвите на погрома е спорен до днес.
След Втората световна война, иракските евреи масово се изселват в Израел. Броя на местната еврейска общност намалява 5 пъти в началото на 1950 спрямо 1941 г. и до 2003 г. (т.е. до Войната в Залива) в Ирак е имало не повече от 100 евреи. През 2008 г. в Ирак по официални данни са живели само 7 евреи.